# Sveaborgs fångläger

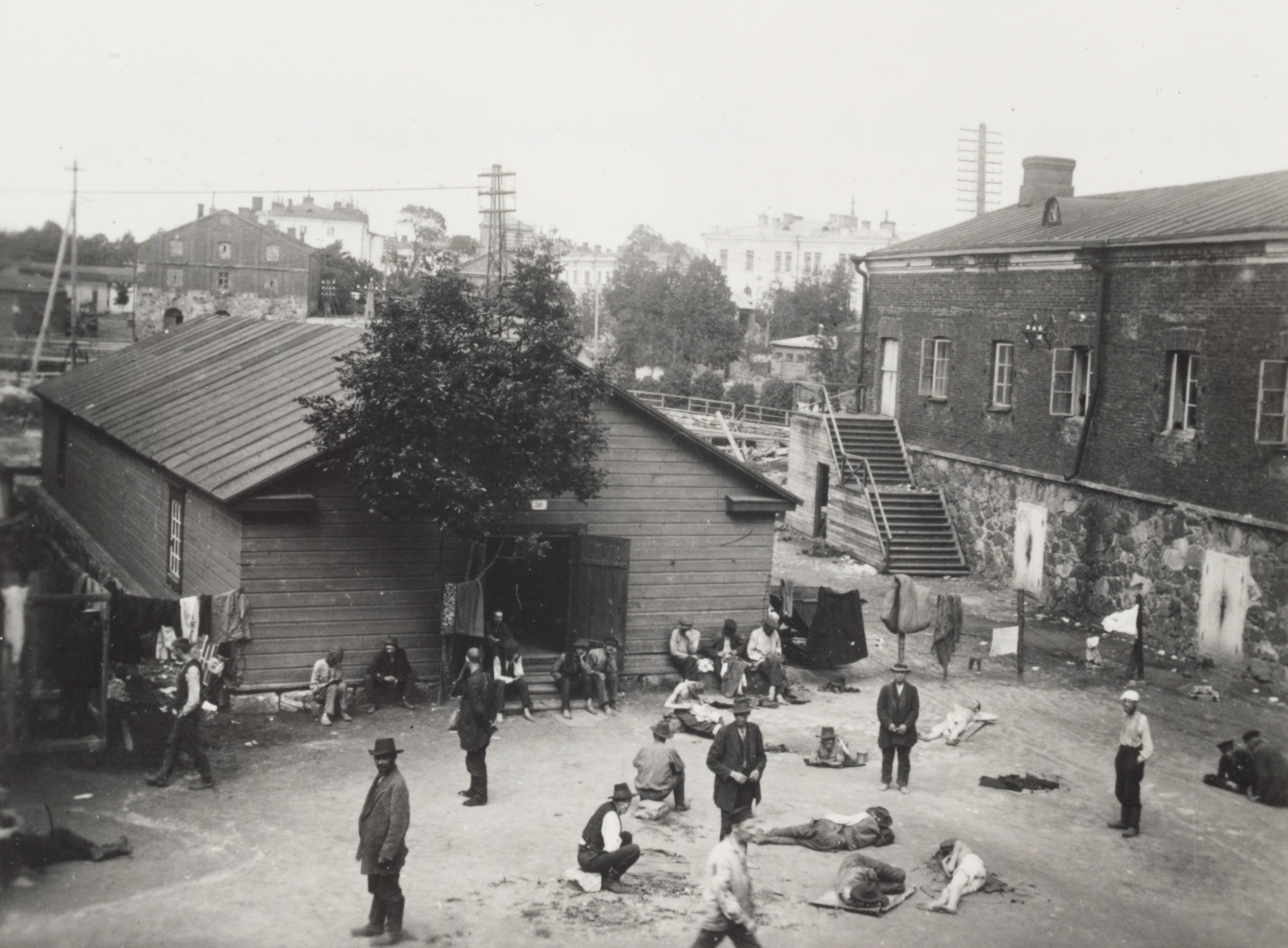
Fångar i Sveaborg.

Sveaborgs fångläger var ett fångläger som grundades på Sveaborgs öar efter inbördeskriget år 1918. Tillsammans med Sandhamns, Mjölö fångläger och Skatuddens fångläger bildade det Helsingfors fångläger. Sammanlagt var 13 000 röda fångar inspärrade i lägren, av vilka sammanlagt 1 468 dog. I Sveaborg satt 10 000, av vilka 1 100 dog. Sveaborgs fångläger var det näst största av de vitas fångläger och även ett av de mest ökända.

## Fånglägrets verksamhet

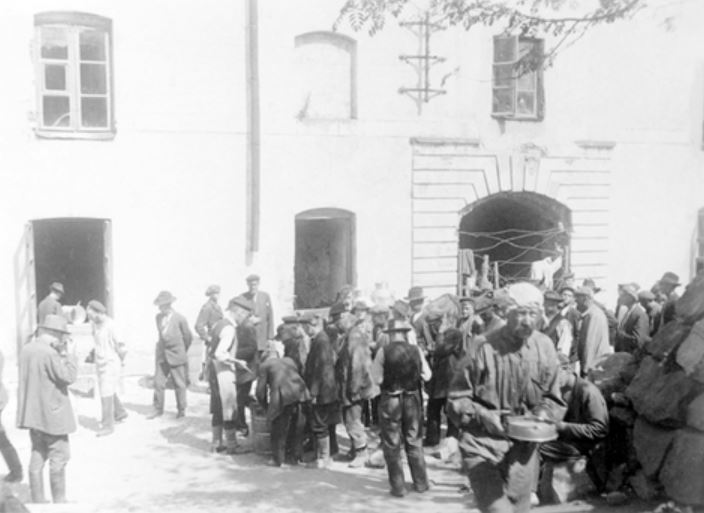
Sveaborgs fångar äter.

Fångar började placeras i Sveaborg den 12-13 april 1918 i samband med slaget om Helsingfors. De vita fångade tusentals rödgardister och misstänkta röda i staden. De skickades till Sveaborg, där flykt var nästan omöjligt. Snabbt fanns det redan 7 500 fångar på ön. Flest fanns det i juli, då det fanns cirka 8 000 röda på Sveaborg.
Fånglägret var uppdelat i sex olika distrikt, varav varje hade sin egen ledare. Det första distriktet innehöll Lilla Svartö och det andra distriktet Västersvartö. Det tredje distriktet låg på södra Stora Östersvartö och det femte på dess nordliga sida, medan norra Vargön bildade fjärde och sjätte distrikten. Ett nytt distrikt bildades i augusti av 250 kvinnofångar från Sandhamn.
Sveaborgs fångläger avslutade inofficiellt sin verksamhet den 15 september 1918, då det blev ett arbetsläger och flyttades från militär till civil administration. Samtidigt befriades fångar, så att endast ca 1 000 fångar blev kvar. De sista röda fångarna lämnade Sveaborg den 14 mars 1919, när arbetslägret lades ner.

## Förhållanden
Från början ansvarade Elanto för fånglägrets mat, men i maj gavs detta ansvar till Krigsfångsstationen. Det visade sig snart att för lite mat kom till fånglägret, och snart led fångarna av hungersnöd. Från början fick anhöriga skicka mat till fångarna, men till slut förbjöds det.
Den fortsatta hungersnöden skapade sjukdomar och epidemier i fånglägret. Dessutom dog många av svält. Sammanlagt dog ca 1 100 fångar i Sveaborg, varav 80 avrättades. De begravdes i en massgrav i Sandhamn, för att det var svårt att gräva i de klippiga öarna.
Sveaborgs fånglägers förhållanden uppmärksammades i allmänheten av en av Finlands rikaste män, landsägaren Hjalmar Linder, i en artikel i Hufvudstadsbladet den 28 maj 1918 med titeln Nog med blodbad! Han sade att fångarna dog som flugor och varnade för en kommande "folkkatastrof". Tidningens redaktion svarade senare till Linder och hävdade att hans information var grundlös. Hans skrift förargade den vinnande sidan så mycket att Linder var tvungen att gå i exil.

## Minnesmärke
Sveaborgs fånglägers minnesmärke ligger på Stora Svartöns nordliga strand i Kasinoparken. Minnesmärket, som designats av Marja Kanervo, avtäcktes 2004. Utöver detta finns det ett minnesmärke i Sandhamn för de fångar som begravts på ön, varav 1 000 dött i Sveaborg.